# Tesoro

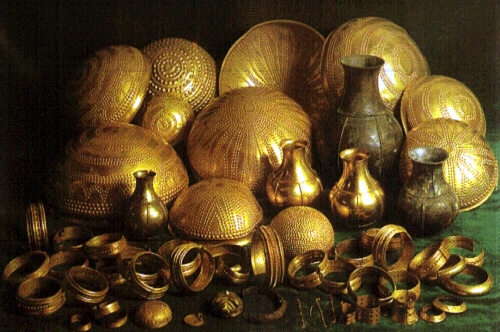
Tesoro di Villena

Il tesoro (dal greco θησαυρός - thesauros, in latino thesaurus) è un accumulo di ricchezze (oggetti d'oro e d'argento, monete, pietre preziose, gioielli).

## Caccia al tesoro
La ricerca del tesoro nascosto è un tema comune nella leggenda e nella finzione, ma anche nella vita reale esistono cacciatori di tesori.
Il tesoro sepolto è una caratteristica importante delle credenze popolari relative ai pirati. Secondo la concezione popolare, i pirati spesso seppellivano le loro fortune rubate in luoghi remoti, con l'intenzione di tornare in un secondo momento a dissotterarli, spesso mediante l'uso di mappe del tesoro.
Nella narrativa inglese esistono tre storie ben note che hanno contribuito a diffondere il mito del tesoro sepolto dei pirati: Lo scarabeo d'oro di Edgar Allan Poe, Wolfert Webber di Washington Irving e L'isola del tesoro di Robert Louis Stevenson.
Queste opere, pur differendo ampiamente nella trama e nel trattamento letterario, sono imparentate dal comune antenato della leggenda di William Kidd.

## Mappa del tesoro

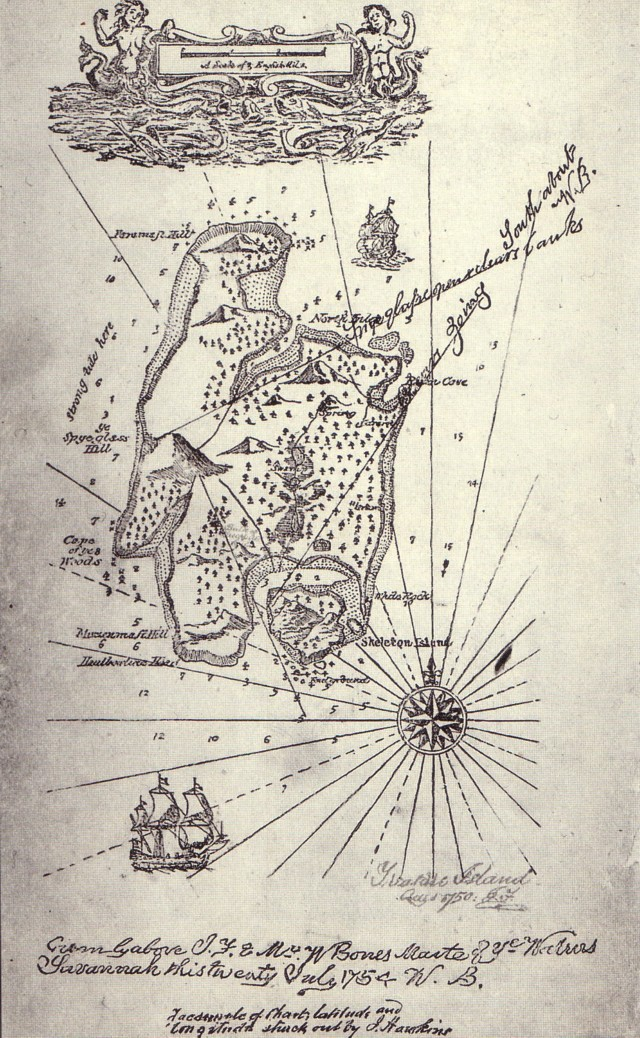
Mappa del tesoro da L'isola del tesoro

Una mappa del tesoro è una variante di una mappa per contrassegnare la posizione del tesoro nascosto, una miniera perduta, un segreto prezioso o una posizione nascosta. Più comuni nella finzione che nella realtà, le mappe del tesoro pirata sono spesso raffigurate in opere di narrativa come disegnati a mano e contenenti indizi nascosti da seguire per trovare i tesori.

## Tesori dei pirati
Benché i tesori dei pirati siano un tema letterario ricorrente, esistono pochissimi casi documentati di tesori di pirati realmente sepolti e nessun caso documentato di mappe del tesoro disegnate da pirati.
Un caso documentato di un tesoro sepolto riguarda Francis Drake, che seppellì l'oro spagnolo dopo l'assalto a Nombre de Dios, per poi tornare a recuperarlo.
Il pirata che più di ogni altro fu responsabile delle leggende sui tesori dei pirati fu il capitano Kidd. La storia che lo riguarda narra che il capitano assaltò i mercanti di Quedagh, nei pressi di Long Island, New York, e depredò un'enorme quantità d'oro, pari a 400 tonnellate. Accumulò così il più grande tesoro pirata di tutti i tempi. Kidd pensava di poter ingannare gli inglesi facendogli pensare che tutto l'oro derivasse dalle navi francesi e pirata. Ma gli inglesi vennero a sapere che la maggior parte dell'oro apparteneva alla potente Compagnia delle Indie inglese. Fu poi arrestato, processato e giustiziato.
Nonostante gran parte del tesoro di Kidd fosse stato recuperato da varie persone che ne avevano preso possesso prima dell'arresto, il caso scatenò grande interesse pubblico, accrescendo l'idea che una vasta fortuna fosse ancora nascosta. Nel corso degli anni molte persone hanno cercato di trovare i resti del presunto tesoro Kidd sull'isola di Gardiners e altrove, ma nulla è mai stato trovato.

## Tesori famosi

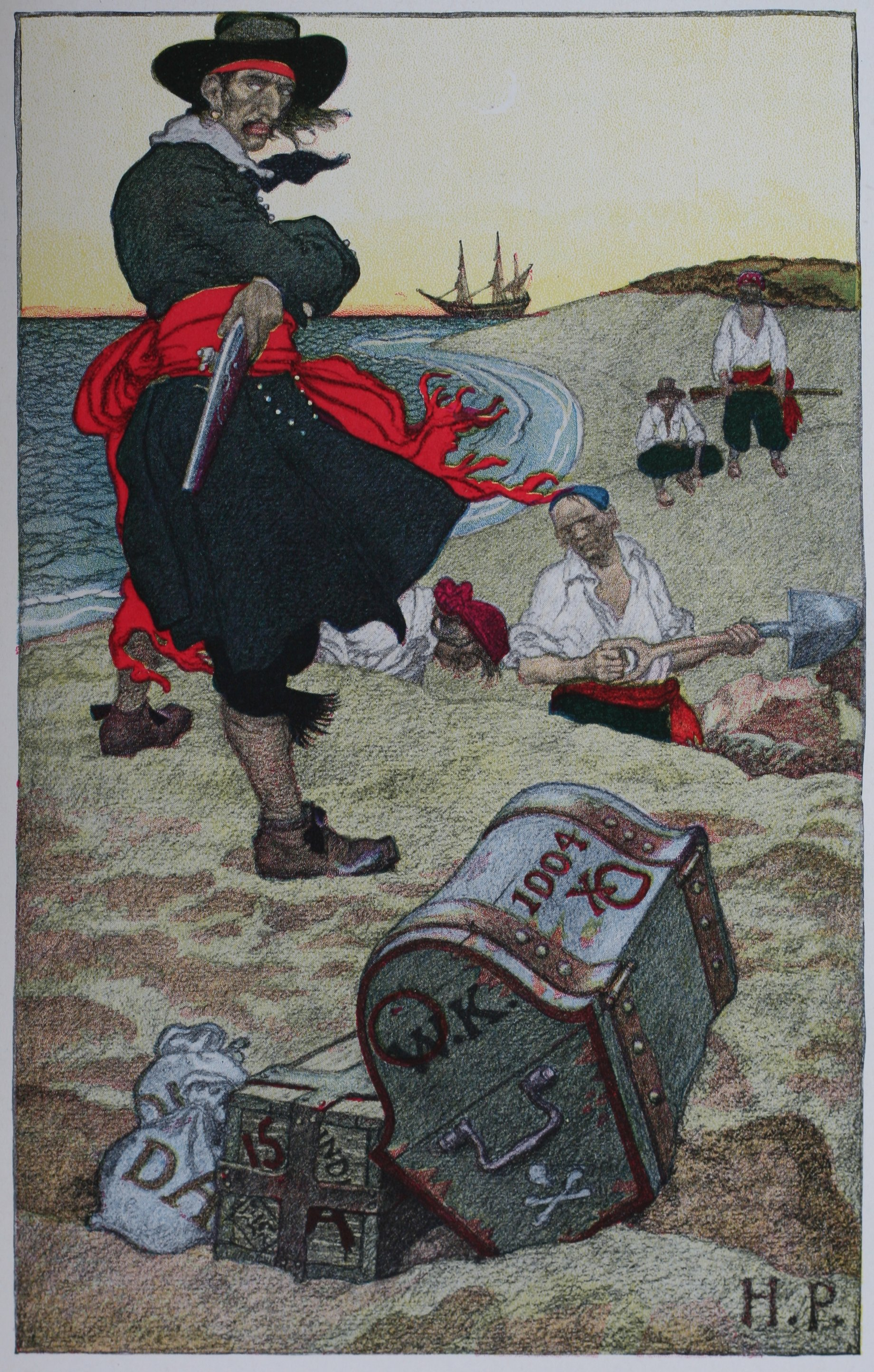
Illustrazione di Howard Pyle da Howard Pyle's Book of Pirates

- Aurum Tolosanum
- Tesoro di Alarico
- Mistero dell'Isola di Oak
- Tesoro degli Llanganatis
- Tesoro dell'Isola del Cocco
- Tesoro della valle di York
- Tesoro di Fenn
- Tesoro di Hoxne
- Tesoro di Pietroasele
- Tesoro di Środa

## Letteratura
- La canzone dei Nibelunghi
- L'isola del tesoro
- Lo scarabeo d'oro
- Il conte di Montecristo

## Cinema
- I Goonies
- Corsari
- Trappola in fondo al mare
- Tutti pazzi per l'oro
- Il mistero dei Templari - National Treasure
- Il mistero delle pagine perdute - National Treasure
- Il tesoro perduto
- Pirati dei Caraibi

## Videogiochi
- Uncharted